# Miletos

Miletos läge i Mindre Asien

Miletos (grekiska Μίλητος, latin Miletus) var en grekisk forntida stad i det antika landskapet Karien på Mindre Asiens västra medelhavskust, där floden Meandros rinner ut i Egeiska havet (i den nuvarande provinsen Aydın i Turkiet). Miletos var ett kosmopolitiskt centrum, den tidens rikaste och kanske viktigaste stad vid den joniska kusten i ett fruktbart gränsland mellan två kulturer.

## Historia

### Bronsåldern
Miletos omtalas i hettitiska annaler cirka 1320 f.Kr. som Millawanda/Millawata, och i det äldsta kända omnämnandet av staden beskrivs hur hettiterkungen Mursilis II beordrade sina generaler att plundra Millawanda på grund av stadens stöd till ett uppror. Arkeologerna har funnit spår av förstörelse i Miletos från den här perioden. När den anatoliska bronsålderscivilisationen kollapsade, brändes Miletos än en gång ned, den här gången förmodligen av sjöfolken.

### Antiken

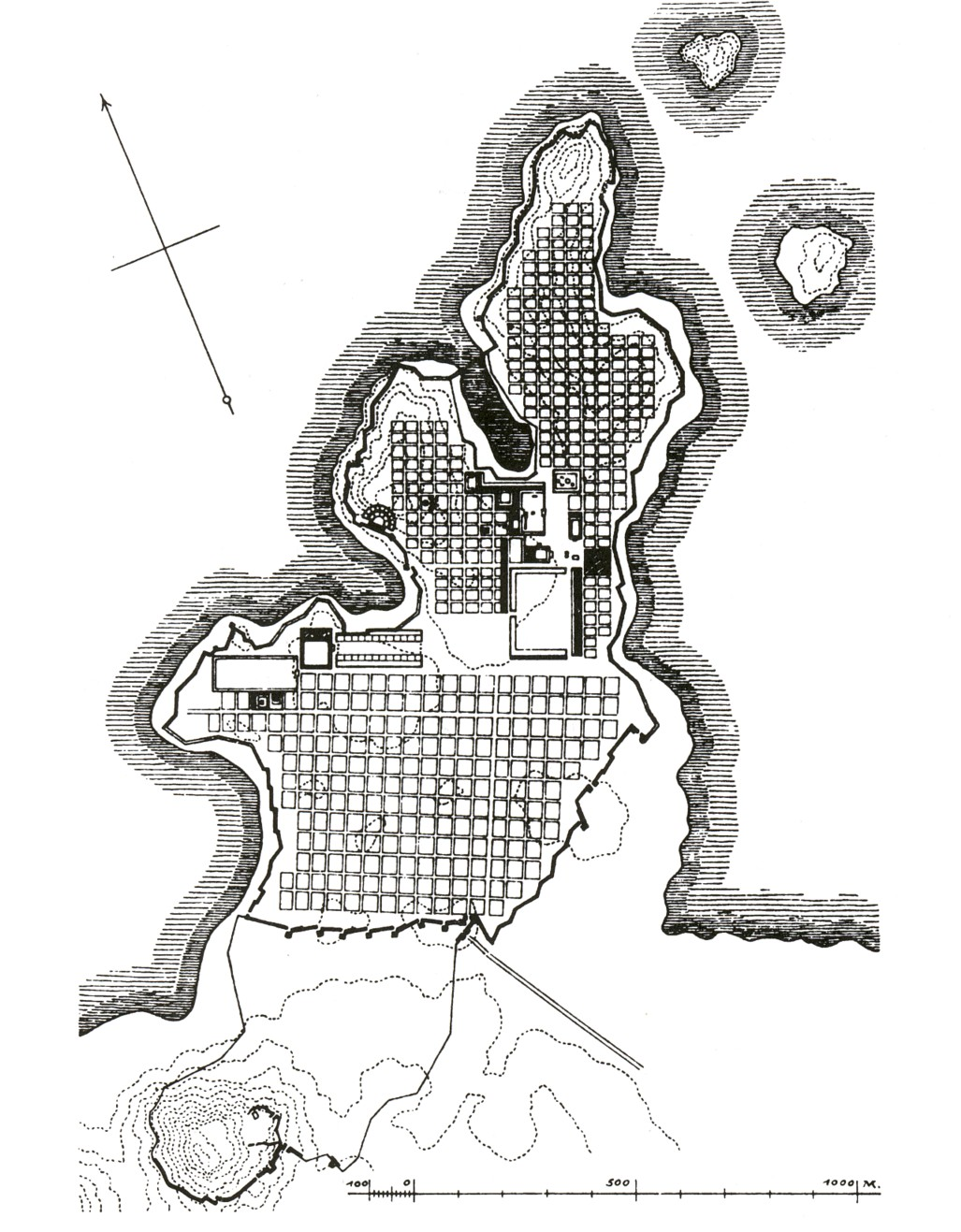
Miletos rutnätsplan upprättat av Hippodamos ca 400 f.Kr.

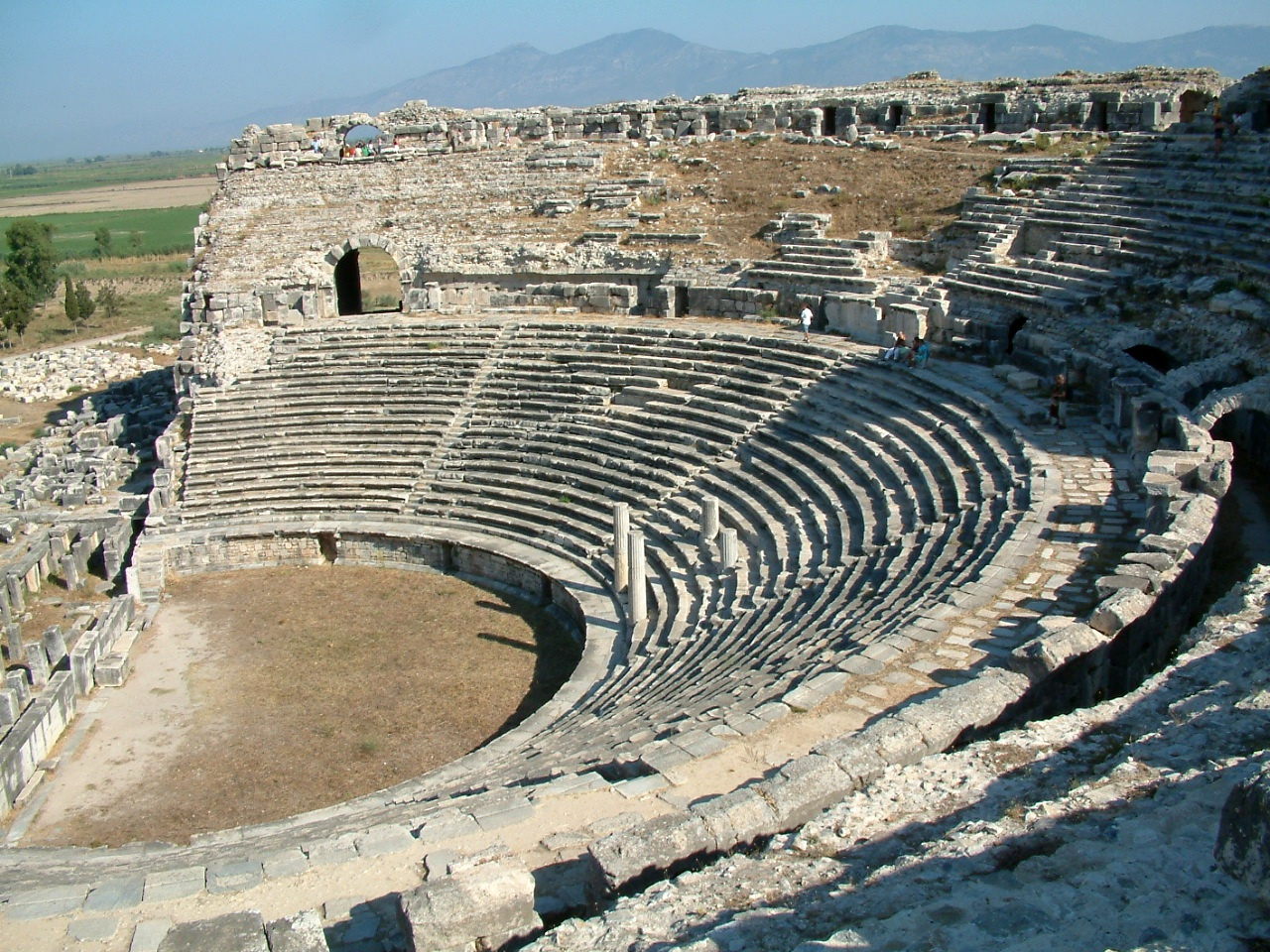
Teater i Miletos.

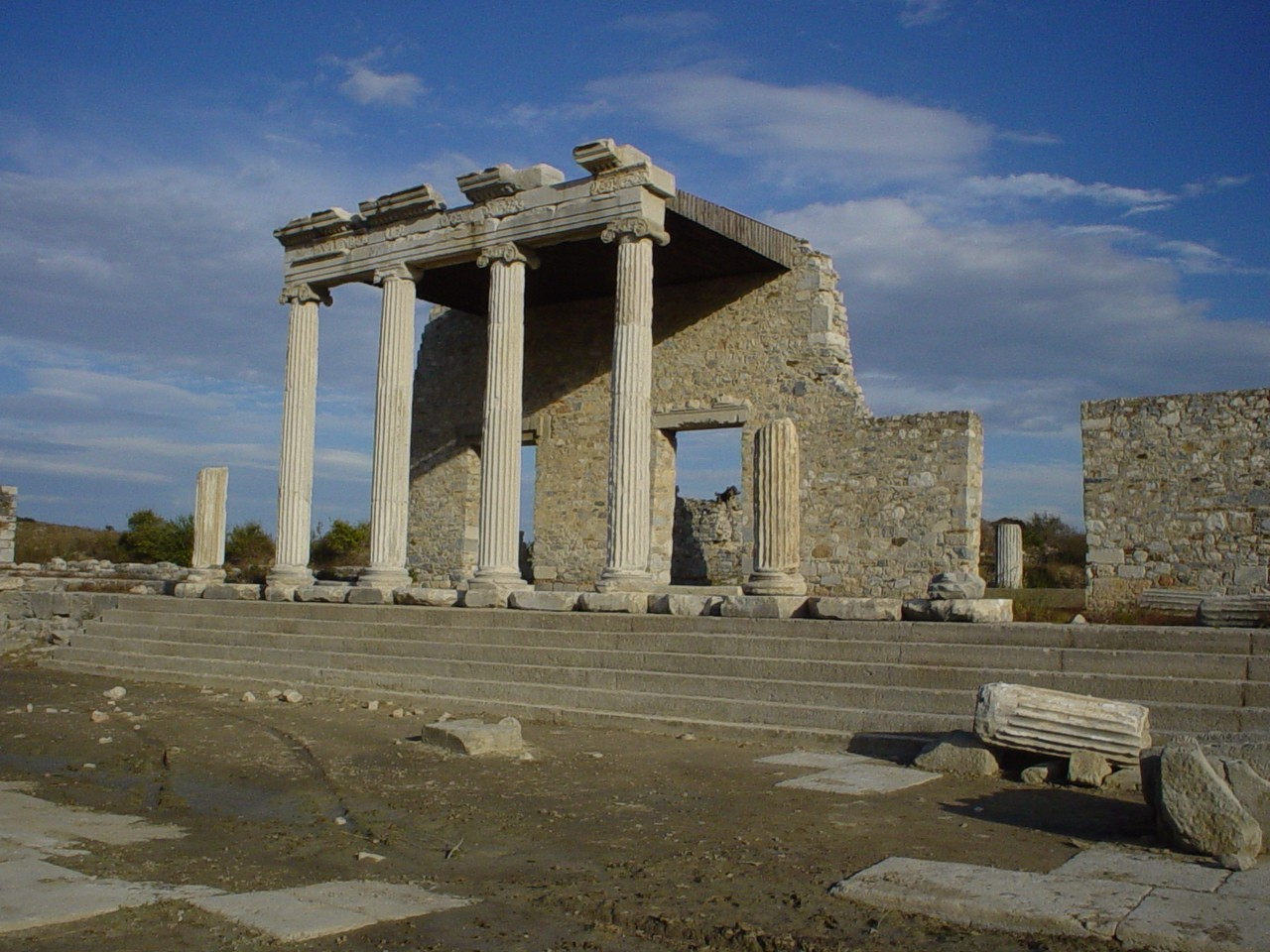
Joniska stoan i Miletos.

Miletos befolkades redan tidigt av joniska nybyggare och var länge den största och folkrikaste staden inom det joniska statsförbundet. Ett gynnsamt läge med fyra ypperliga hamnar, skyddade av den utanför liggande ön Lade, gjorde Miletos till en av forntidens mest blomstrande handelsstäder. På 500-talet f.Kr. hade staden byggt upp ett maritimt imperium, och dess invånare anlade en mängd kolonier (deras antal uppges till 80-90), mestadels på kusterna av Svarta havet (Kyzikos, Sinope, Abydos m.fl.). Miletos var vid den här tiden även känt som centrum för de joniska naturfilosoferna (Thales, Anaximenes, Anaximandros), men åtskilliga andra av Greklands lärde och skriftställare var också från staden, såsom historieskrivarna (logograferna) Kadmos och Hekataios, samt skalden Fokylides. Bland industriella alster var i synnerhet den milesiska ullen och tyger tillverkade av den berömda för sin finhet.
Miletos hamnade under denna period under lydiskt välde, och när perserkungen Kyros II besegrade lydernas kung Krösus blev staden persisk. År 502 f.Kr. bröt det joniska upproret ut i Naxos, och Miletos, under tyrannen Aristagoras, anslöt sig till detta. Perserna krossade upproret, och förstörde Miletos i grunden, något som gav eko i hela den grekiska världen. Året efter skrev Frynichos tragedin Miletos fall, som enligt legenden berörde åskådarna i Aten så mycket att författaren fick böter och förbjöds uppföra stycket igen.
Efter den grekiska segern över perserna år 479 f.Kr. byggdes Miletos upp igen, med en hippodamisk stadsplan med gator som korsade varandra i räta vinklar. Denna stadsplan kom senare att bli en viktig inspirationskälla för de romerska städerna. Det nya Miletos blev en viktig medlem av det attiska sjöförbundet, men nådde aldrig åter sin forna glans.
386 f.Kr. inlemmades staden åter i Perserriket, men 334 f.Kr. besegrade Alexander den stores här en persisk garnison i staden och gjorde Miletos till en del av Alexanders rike.
Under de följande århundradena bytte Miletos ägare ett flertal gånger, tills romarna år 133 f.Kr. övertog staden i samband med erövringen av kungariket Pergamon. Under romerskt herravälde hade Miletos status av fristad, och staden blomstrade ända fram till 300-talet e.Kr., då dess hamn slammade igen (se karta). När staden miste sin hamn förlorade den även sin betydelse. Omkring 100-talet f.Kr. levde romanförfattaren Aristides i staden.

### Medeltiden
Under den bysantinska perioden blev Miletos ett ärkebiskopssäte. Borgen Castro Palation uppfördes på ruinerna av den antika teatern. På 1100-talet, efter att seldjukiska turkar hade erövrat Anatolien, öppnades hamnen igen. Även osmanerna använde hamnen, tills den återigen slammade igen och staden övergavs. I dag ligger ruinerna av staden cirka en mil från kusten.

## Miletos i Bibeln
I Nya testamentet nämns Miletos i Apostlagärningarna 20:15-17, då aposteln Paulus träffar de äldste från församlingen i Efesos i staden, och i Andra Timotheosbrevet 4:20, som platsen där Paulus lämnade kvar Trofimus, som blivit sjuk.

## Utgrävningar

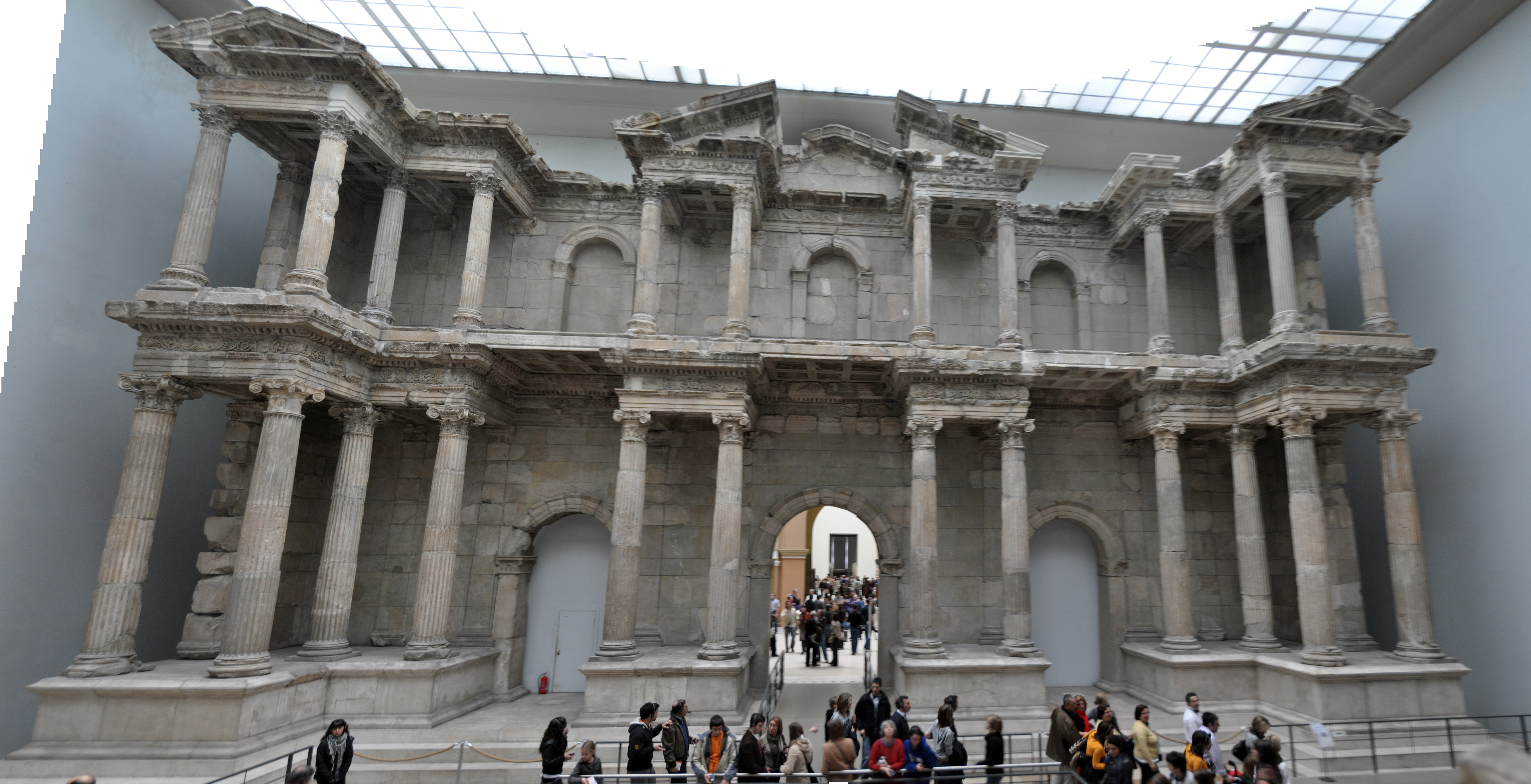
Miletos marknadsport på Pergamonmuseet i Berlin

De första utgrävningarna av Miletos företogs mellan 1899 och 1911 av den tyske arkeologen Theodor Wiegand, trots flera avbrott. Ett av fynden, porten till stadens marknad, forslades bit för bit till Berlin, och är i dag utställd på Pergamonmuseet. Även under 2000-talet har tyska arkeologer gjort utgrävningar av staden. De tyska arkeologerna har under årens lopp frilagt ett stort antal byggnader från tiden runt Kristi födelse.

## Viktiga milesiska kolonier

### Kolonier vid Hellesponten och runt Marmarasjön
- Abydos
- Parion
- Kyzikos

### Kolonier runt Svarta havet
Vid Svarta havets västkust:
- Apollonia
- Odessos
- Kallatis
- Tomis
- Istros
- Tyras
- Olbia
- Berezanj

På Krim:
- Theodosia

Vid Kimmeriska Bosporos (inloppet till Azovhavet):
- Pantikapaion
- Hermonassa
- Gorgippia (Anapa)

Vid Svarta havets östkust:
- Dioskurias
- Fasis

Vid Svarta havets sydkust:
- Trapezos
- Kerasos
- Kotyora
- Amisos
- Sinope